# Torsåspartiet
Torsåspartiet (Tp) var ett lokalt politiskt parti i Torsås kommun. I valet 2006 erhöll partiet 827 röster, vilket motsvarade 18,59 procent. Därmed blev Torsåspartiet tredje största parti i Torsås kommunfullmäktige och dessutom vågmästare. Partiet tappade till 6,68 procent i valet 2010, vilket ledde till maktskifte i kommunen.
I mars 2014 meddelade partiet att man inte skulle ställa upp i kommunvalet i september 2014, då partiet själva inte ansåg att de skulle kunna påverka i kommunpolitiken.

## Partiledare
| Period    | Namn               |       |
| --------- | ------------------ | ----- |
| 2006–2010 | Bert Appert        | [ 5 ] |
| 2010–2014 | Elisabeth Arnesson | [ 6 ] |

## Valresultat
| År   | Röster | Procent | Mandat |
| ---- | ------ | ------- | ------ |
| 2006 | 827    | 18,59 % | 7 / 35 |
| 2010 | 303    | 6,68 %  | 2 / 35 |